# Drávapalkonya
Drávapalkonya là một thị trấn thuộc hạt Baranya, Hungary. Thị trấn này có diện tích 10,13 km², dân số năm 2010 là 253 người, mật độ 25 người/km².